# 瑟西爾的企圖
《瑟西爾的企圖》，日本小說家唯川惠創作的小說，由光文社在女性雜誌STORY的2008年至2010年刊登連載，2010年2月光文社發行單行本。
書名中的瑟西爾為法國小說家佛蘭西絲·莎崗的小說日安憂鬱中的主角。
2017年7月，富士電視台翻拍為木曜劇場時段的電視劇，由真木陽子主演。

## 電視劇
《瑟西爾的企圖》，為日本富士電視台於「木曜劇場」時段（週四22:00 - 22:54，JST）播出的電視連續劇，由真木陽子主演。平凡家庭主婦突然當上模特兒，在從不接觸毫無認識的時尚世界，面對女性之間的嫉妒背叛並在當中成長。

### 登場人物
宮地奈央：真木陽子
女性雜誌「VANITY」讀者模特兒，惣菜屋兼職店員
宮地伸行：宇野祥平
奈央的丈夫
宮地宏樹：佐藤瑠生亮
奈央的兒子
森泰生：加藤雅人
奈央中學時期開始的朋友
濱口由華子：吉瀬美智子
女性雜誌「VANITY」專屬模特兒
安永舞子：長谷川京子
女性雜誌「VANITY」前專屬模特兒，現在為電視時事評論員
坂下葵：佐藤江梨子
新人主婦模特兒
小田萌子：藤澤惠麻
新人主婦模特兒
手島玲奈：蘆名星
第4話開始為女性雜誌「VANITY」專屬模特兒

#### 「VANITY」編輯部
南城彰：中川雅也
編輯部部長
石井修也：眞島秀和
編輯部副部長
黑澤洵子：板谷由夏
編輯部主任
沖田江里：伊藤步
撰稿員
平井早紀：石橋桂
時裝撰稿員
小池雅美：小野百合子
新人撰稿員
山上航平：金子統昭
專屬攝影師
安原友：德井義實
髮型師
登坂千繪：伊藤修子
形象設計師

#### 客串
第1集
以下特別嘉賓於第1集開頭的訪問中飾演本人。劇集官網收錄了四個訪問的片段。
- 阿川佐和子
- 君島十和子
- 澤穂希
- 稲澤朋子

第2話
- 濱口和真 - 神尾佑
- 濱口淑江 - 赤座美代子

第3話
- 濱口瞬 - 吉澤太陽

第8話
- 小花 ‐ 大方斐紗子

### 製作團隊
- 原作：唯川惠（日语：唯川恵）《瑟西爾的企圖》（光文社）
- 劇本：ひかわかよ
- 配樂：井筒昭雄（日语：井筒昭雄）
- 主題曲：晚上的認真舞蹈（日语：夜の本気ダンス）「TAKE MY HAND」（Getting Better）
- 製作人：太田大、金城綾香、淺野澄美
- 導演：澤田鎌作、並木道子、高野舞
- 製作：富士電視台製作中心

### 播出日程與收視率
| 1                                                       | 7月13日 | 這個夏天一眾最華麗的女人們的生存之道！比拼幸福                             | 澤田鎌作 | 5.1% |
| 2                                                       | 7月20日 | 頂級模特兒不為人知的一面                                                   | 澤田鎌作 | 4.5% |
| 3                                                       | 7月27日 | 女王的黑暗面和知道太多的女人                                               | 並木道子 | 4.8% |
| 4                                                       | 8月3日  | 不倫暴露糾纏不清 最糟糕的女人們戰鬥開幕 巴掌謾罵超適合！令人無話可說的夜晚 | 高野舞   | 4.4% |
| 5                                                       | 8月10日 | 女人的友情、永遠... 淚的岸邊                                               | 澤田鎌作 | 3.8% |
| 6                                                       | 8月17日 | 終於變身！變得美麗的我... 第二章開始                                       | 並木道子 | 3.7% |
| 7                                                       | 8月24日 | 恐怖的新女王降臨！地獄的脫口秀                                             | 高野舞   | 4.4% |
| 8                                                       | 8月31日 | 恐怖！女王的晚餐會 惡夢的宴                                                | 並木道子 | 5.3% |
| 9                                                       | 9月7日  | 最終回！5個女人的生存之道                                                  | 澤田鎌作 | 4.3% |
| 平均收視率4.48%（收視率由Video Research於關東地區統計） |         |                                                                            |          |      |

## 外傳
瑟西爾男孩（於2017年7月27日（7月26日の深夜）開始播放。全5集。

### 演員
- - 中田圭祐
  - 遠藤史也
  - 水石亞飛夢
  - 井上翔太（日语：井上翔太）
  - 宮澤冰魚

### 播放日期
- - 第1集：2017年7月27日（7月26日的深夜）0305 - 0315
  - 第2集：2017年8月3日（8月2日的深夜）0305 - 0315
  - 第3集：2017年8月10日（8月9日的深夜）0255 - 0305
  - 第4集：2017年8月17日（8月16日的深夜）0255 - 0305
  - 第5集：2017年8月24日（8月23日的深夜）0340 - 0350

### 製作團隊
- 監製 - 二宮健
- 製作人 - 太田大、橋爪駿輝、淺野澄美（FCC）、萩原里枝（THINKR）
- 主題曲 - 夜晚的認真舞蹈「BIAS」（Getting Better Records）
- 製作協助 - THINKR
- 製作 - 富士電視台製作中心

## 節目變遷
| 日本富士電視台 木曜劇場22:00 - 22:54     | 日本富士電視台 木曜劇場22:00 - 22:54     | 日本富士電視台 木曜劇場22:00 - 22:54 |
| ---------------------------------------- | ---------------------------------------- | ------------------------------------ |
|                                          | 瑟西爾的企圖 （2017.07.13 - 2017.09.07） |                                      |
| 人100%靠外表 （2017.04.13 - 2017.06.15） | 刑警弓神 （2017.10.12 - 2017.12.14）     |                                      |

| 香港 Now觀星台 星期日 19:30 - 20:30 · 3月11日 19:15 - 20:30 | 香港 Now觀星台 星期日 19:30 - 20:30 · 3月11日 19:15 - 20:30 | 香港 Now觀星台 星期日 19:30 - 20:30 · 3月11日 19:15 - 20:30 |
| ----------------------------------------------------------- | ----------------------------------------------------------- | ----------------------------------------------------------- |
|                                                             | 瑟西爾的企圖 （2018.03.11 - 2018.05.06）                    |                                                             |
| 女囚 Seven （2018.01.14 - 2018.03.04）                      | —                                                           |                                                             |

## 外部連結
- 光文社官網 （页面存档备份，存于）（日語）
- 富士電視台電視劇官網 （页面存档备份，存于）（日語）
- 瑟西爾的企圖的X（前Twitter）